# Peter Nikolaus Petersen
Peter Nikolaus Petersen   (Bederkesa, 2 de setembre de 1761 - Hamburg, 19 d'agost de 1850) fou un flautista i compositor alemany.
Els sons que aconseguí treure de la seva flauta li donaren justa fama, sent notables sobretot en els adagis, però pocs anys abans de la seva mort, a causa d'haver-se debilitat la seva vista i, sobretot, per la pèrdua de moltes dents, li fou minvant la claredat de la seva execució, i deixà absolutament de figurar en els concerts en els que la seva sola cooperació havia estat presagi d'èxit.
Perfeccionà la flauta mitjançant l'adopció de diverses claus, i publicà un Mètode de flauta, diversos estudis per aquest instrument. Adagio i variacions per a flauta i piano, i una col·lecció de duos per a flautes, extrets de les obres dels més cèlebres músics: tota aquesta tasca fou impresa a Hamburg.